# Зенит-ЕТ

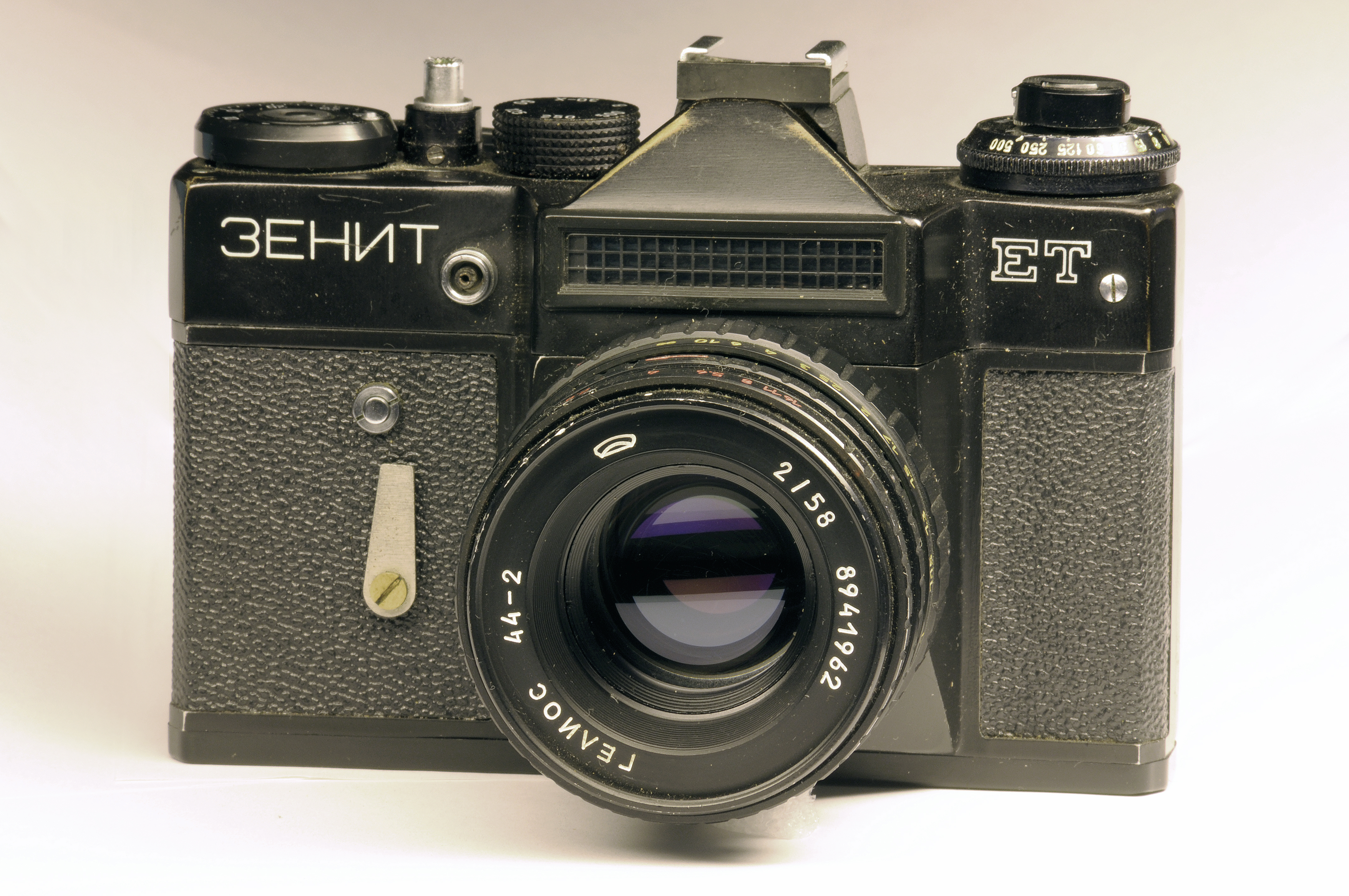
«Зенит-ЕТ» з об'єктивом «Гелиос-44-2».

Зени́т-ЕТ — малоформатний однооб'єктивний дзеркальний фотоапарат з вбудованим незалежним експонометром. Випускався на Оптико-механічному заводі в м. Вілейка Білоруського оптико-механічного об'єднання (БелОМО) в 1982—1995 рр. та на Красногорському механічному заводі (КМЗ). Всього вироблений в кількості близько 3 млн экз. 

## Технічні характеристики
- Тип — однооб'єктивний дзеркальний фотоапарат з вбудованим незалежним експонометром і механізмом дзеркала постійного візування.
- Тип застосовуваного фотоматеріалу — фотоплівка типу 135 в стандартних касетах. Розмір кадру 24 × 36 мм.
- Затвор — механічний, шторково-щілинний з горизонтальним рухом полотняних шторок. Витримка затвора: від 1/30 до 1/500 сек і «ручна».
- Штатний об'єктив :

«Индустар-50» 3,5/50
«Гелиос-44-2» 2/58 з попередньою установкою діафрагми
«Гелиос-44М» 2/58 з нажимною діафрагмою
«Гелиос-44-3» 2/58 з попередньою установкою діафрагми - об’єктив зі зміненою оправою
- Корпус металевий з задньою стінкою, що відкривається.
- Курковий заведення затвора і перемотка плівки. Зворотне перемотування плівки висувною головкою.
- Видошукач дзеркальний, з незмінною пентапризмою. Фокусувальний екран — лінза Френеля з мікрорастром та матове скло.
- Експонометр з селеновим елементом і двострілочним індикатором на верхній кришці
- Тип кріплення об'єктива — різьбове з'єднання M42×1/45,5.
- Центральний синхроконтакт Х, кабельний синхроконтакт.
- Механічний автоспуск.
- Лічильник кадрів з ручним встановленням першого кадру
- Різьба штативного гнізда 1/4 дюйма.